# Alphonse Roubichou
Alphonse Roubichou, né à Pamiers (Ariège) en 1861 et mort à Paris en 1938, est un peintre impressionniste.

## Biographie
Originaire de l'Ariège, Alphonse Pierre Roubichou est né le 30 octobre 1861, fils de Justin Roubichou, menuisier à Pamiers, et d'Anne Vergé.
Alphonse Roubichou étudie la peinture avec pour maîtres Jean-Paul Laurens et Benjamin-Constant et devient un peintre de paysage et de nature morte.
Créé par Léon Deschamps, il participe, en février 1894, à la première manifestation du Salon des Cent, qui est un salon sans jury ni prix.
Lié à son pays d'origine, il peint la maison de Joseph Lakanal à Serres-sur-Arget et différentes autres œuvres liées à ce village ainsi que de nombreux paysages comme Cours d'eau en sous-bois.
Il est un peintre prolifique à Paris et expose aux Salons d'automne de 1903 à 1905 puis en 1911. Au salon de 1903, il a son atelier au 18bis impasse du Maine (actuelle rue Antoine-Bourdelle) et expose deux tableaux intitulés Grange de Gogibus (matin) et Les peupliers à Orthelon. Il peint son environnement parisien comme l'Impasse du Maine, Paris et celui du fleuve parisien comme La Seine et l'île saint Louis, Le Bateau lavoir ou Quai de la Seine
Alphonse Roubichou expose régulièrement au Salon des artistes français, dont il est membre à partir de 1893, au Grand Palais des Champs-Elysées. Il reçoit des médailles de bronze et d’argent en 1924 et 1925 respectivement.
Il participe aux Jeux olympiques de l'art à Amsterdam en 1928 avec Avirons sur jardin des Tuileries.
Resté célibataire, il meurt le 13 avril 1938 dans le 13e arrondissement de Paris.

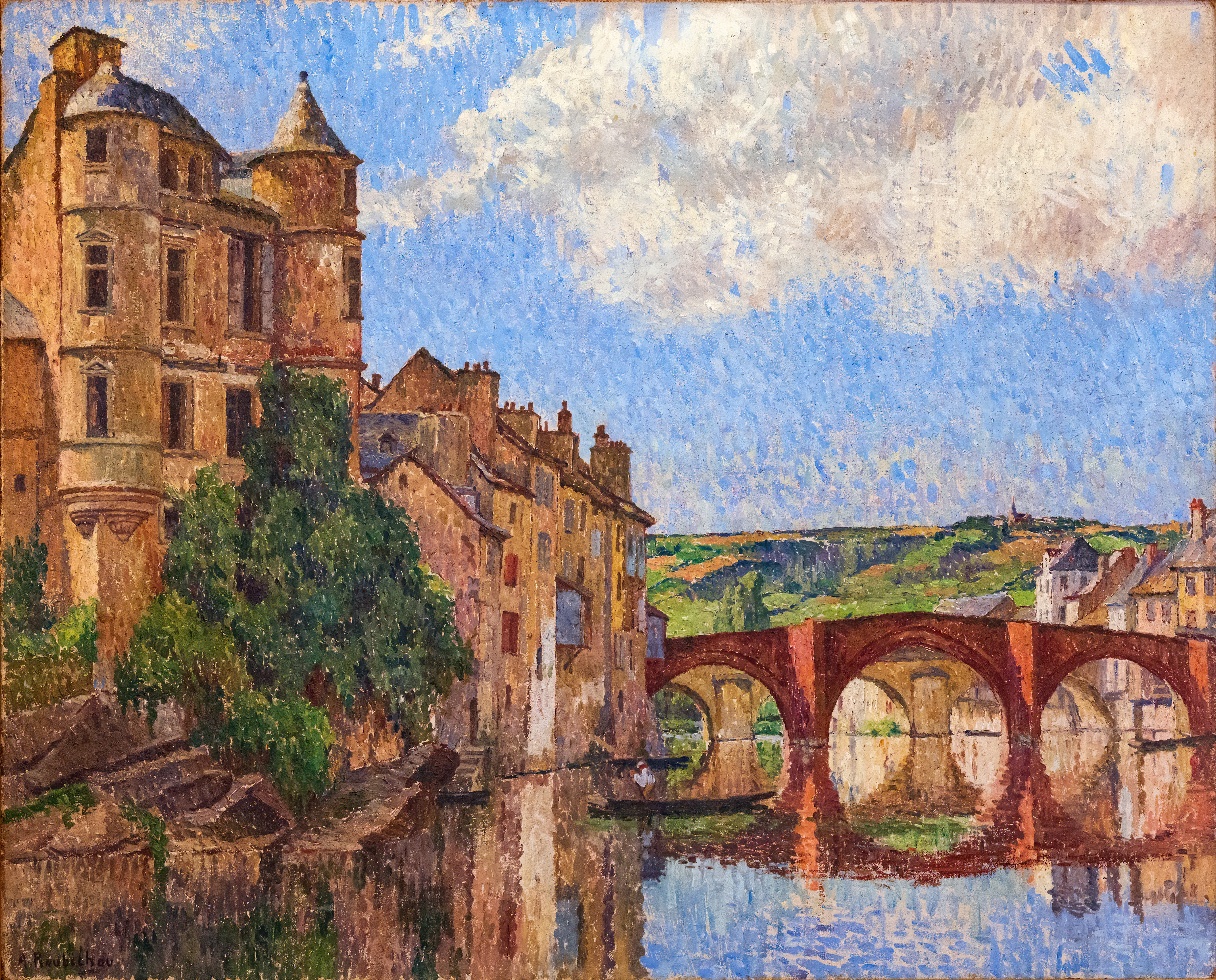
Vue d'Espalion (Aveyron) (1930), Huile sur toile - musée des Beaux-Arts de Gaillac
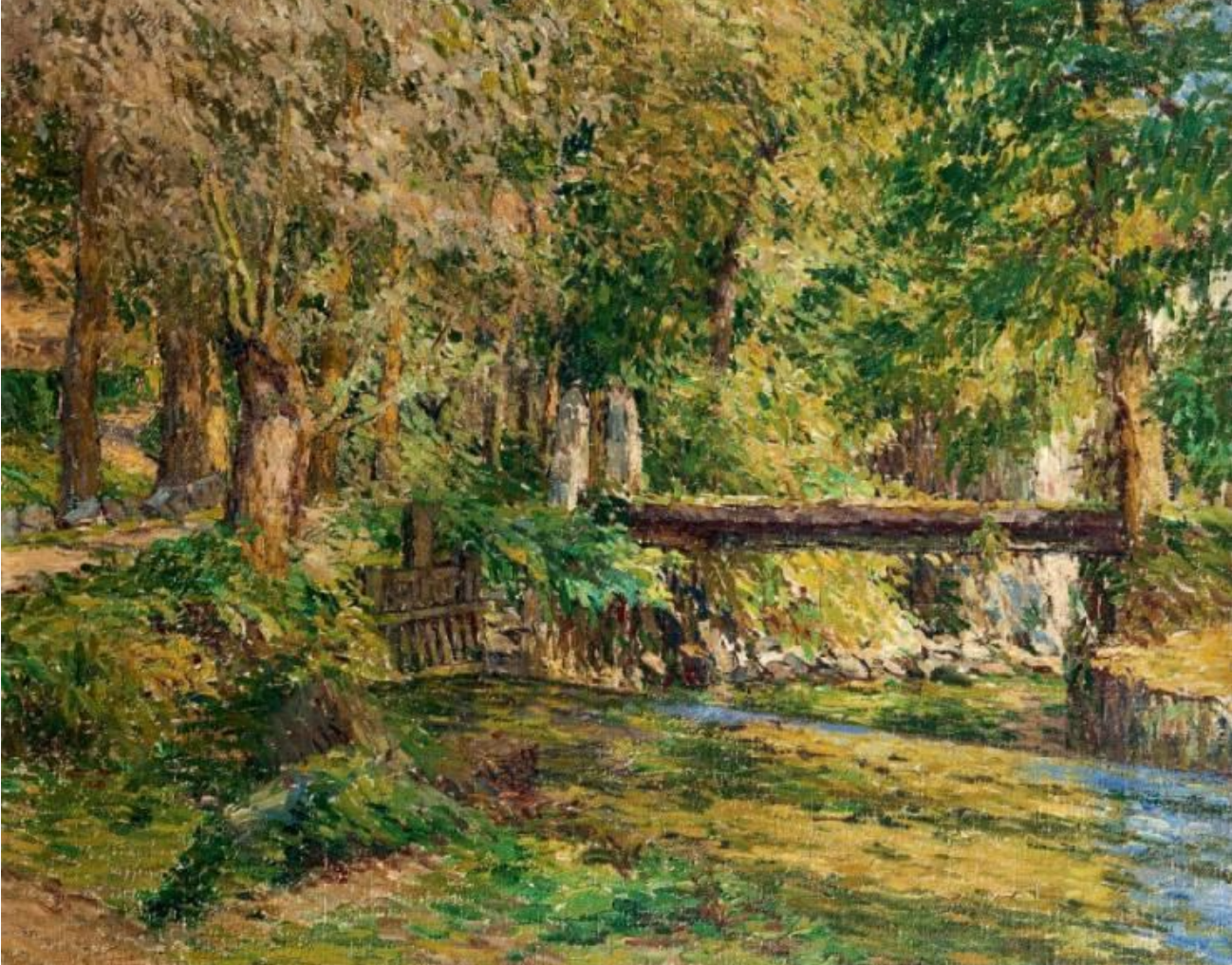
Cours d'eau en sous-bois
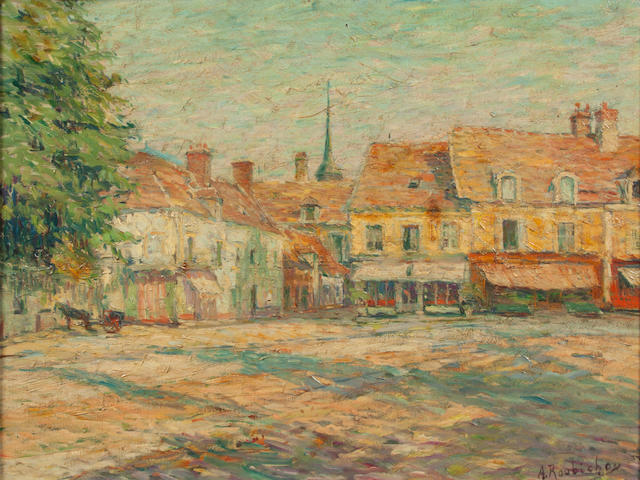
Impasse du Maine, Paris
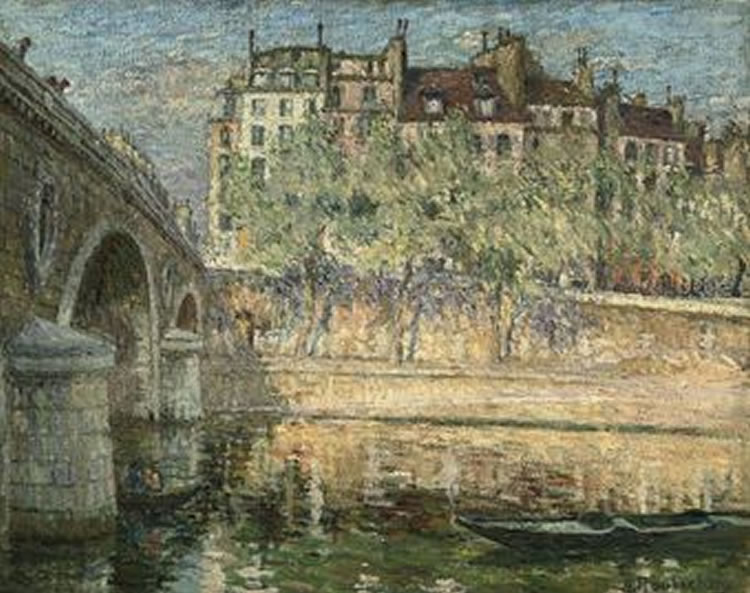
Quai de la Seine

## Collections publiques
- Vue d'Espalion (Aveyron)(1930) - musée des Beaux-Arts de Gaillac
- Troupeau de moutons dans l'Ariège, mairie de Pamiers (Ariège), inscrit MH le 8 novembre 2000[15]
- Les Confitures de pêche, mairie de Pamiers (Ariège), inscrit MH le 8 novembre 2000[16]
- Maison aux murs fleuris, mairie de La Tour-du-Crieu (Ariège), inscrit MH le 6 août 2007[17]
- Village avec personnage au balcon, mairie de La Tour-du-Crieu (Ariège), inscrit MH le 6 août 2007[18]